# Avantasia
Az Avantasia a német heavy metal-énekes és dalszerző Tobias Sammet projektje, melyet zenekara, az Edguy mellett kezdeményezett 1999-ben. Az addig általa képviselt power metal stílusán túllépve számos rockzenei stílust ötvöz az Avantasia-lemezeken, azonban jelentős hatást gyakorol a projektre az opera műfaja is. Nemcsak számos vendégénekes és vendégzenész vesz részt az egyes lemezek elkészítésében, de azok összhatása is sokban hasonlatos a hagyományos operákéhoz.

## Történet

### The Metal Opera Pt. I-II (1999-2002)
Tobias Sammet 1999-ben indította útjára zenekara mellett az Avantasia projektet. Célja egy, az opera műfajához hasonló sokszereplős, dallamvilágában is rendkívül változatos rock/metal-lemez megalkotása volt. Az ötlet akkor fogalmazódott meg benne, amikor az Edguy egyik lemezéhez vendégszereplőként meghívta a Blind Guardian énekesét, Hansi Kürsch-t. A projekthez — zenekara, az Edguy sikereinek köszönhetően — számos ismert zenészt és énekest tudott megnyerni. A bemutatkozó kislemez (Avantasia), majd ez első stúdióalbum 2001-ben jelent meg.
A The Metal Opera, amely a 17. századba és egy párhuzamos fantasy-világba (Avantasiába) vezeti a hallgatót, a német album-listán 2001-ben a 34. helyig vitte.
A történet és a projekt folytatása a 2002 szeptemberében megjelent The Metal Opera Part II. lett. Ez több európai országban is jól fogyott és a német album-lista 17. helyéig jutott. A vendégénekesek és zenészek között volt a két lemezen többek között Michael Kiske (ex-Helloween), David DeFeis (Virgin Steele), Oliver Hartmann (ex-At Vance), Rob Rock (Impellitteri), Eric Singer (KISS) és Kai Hansen (Gamma Ray).

### Lost In Space (2006-2007)
Ekkor úgy tűnt, a projekt eme két remekbe szabott metal opera lemezzel beteljesítette küldetését, azonban Sammet 2006-ban újra aktiválta zenésztársait, ismét összehívta a korábbi lemezek közreműködőit, sőt újabb nagy neveket megnyerve elkészített két EP-t (Lost In Space 1&2), melyek előrevetítették egy újabb projekt-lemez megvalósítását. A felfokozott várakozást jól mutatta, hogy 2007-ben mindkét EP bekerült a német top tízbe.

### The Scarecrow és az első turné (2008)
A végül 2008 januárjában megjelentett harmadik stúdióalbum, mely a The Scarecrow címet kapta, ismét konkrét történetet mesél el: egy a világot másként látó és érzékelő főszereplő vívódását mutatja be; folyamatosan kétségek gyötörik saját személyiségét illetően, mivel képességei miatt úgy érzi, a külvilág nem érti meg és izolálva találja magát. Az album sikerét jól mutatja, hogy Németországban a slágerlista 8. helyéig meg sem állt és hazánkban is meg tudta szerezni a MAHASZ-lista 10. helyét. Az album sikeréhez nagyban hozzájárult, hogy szerepet kapott rajta többek között Jorn Lande (ex-Masterplan, ARK), Sharon den Adel (Within Temptation), Alice Cooper, Markus Großkopf (Helloween), Alex Holzwarth (Rhapsody), valamint Timo Tolkki (ex-Stratovarius).
A Scarecrow-lemez egyazon napon jelent az Arjen Lucassen nevével fémjelzett Ayreon-projekt legutolsó lemezével. A média kihasználva a lehetőséget rögtön konfliktust igyekezett szítani a két hasonló stílusban utazó zenei projekt vezetője, Sammet és Lucassen között, akik erre sikeresen rájátszottak: 2008 áprilisában megjelent az Elected EP-t, melynek nyitó tétele Alice Cooper 1973-as dalának az új verziója volt Lucassen és Sammet közös előadásában. A szám végén a két zenész egymással versengve küzd: míg Lucassen azzal henceg, hogy lemezén Sammet példaképe, Bruce Dickinson is kapott szerepet, addig Sammet pedig Lucassen nagy kedvencét, magát Alice Coopert tudja énekesei sorában felvonultatni.
Külön kihívást jelentett, hogy a hatalmas rajongói tábor igényeinek kielégítésére Tobias képes volt – a lemezeken szereplő eredeti előadók közül többeket is megnyerve – az Avantasia-projektet európai fesztivál-turnéra indítani. Ennek csúcspontja a 2008-as Wacken Open Air volt, ahol több mint 85.000 ember előtt szólaltak meg – elsősorban az aktuális The Scarecrow lemez – dalai. A Dél-Amerikát, Japánt és Európát érintő koncertkörút lezárására Magyarországon, a Sziget Fesztiválon került sor 2008. augusztus 13-án.
Mindemellett a The Scarecrow album 15 országban ért el slágerlistás helyezést és az album producere, Sascha Paeth megkapta a Német Hangmérnökök Szövetségének (Verband Deutscher Tonmeister) legjobb rock-produkcióért járó díját.

#### A Scarecrow-turné résztvevői
A turné során a következő vendégzenészek és énekesek kísérték el Sammet-et és Paeth-et:
- Andre Matos – ének
- Bob Catley – ének
- Jørn Lande – ének
- Oliver Hartmann – gitár
- Robert Hunecke-Rizzo – basszusgitár
- Michael "Miro" Rodenberg – billentyűs hangszerek
- Felix Bohnke – dobok
- Amanda Somerville – háttérének
- Claudy Yang – háttérének

### The Wicked Symphony ésAngel of Babylon(2009-)
A projektvezető 2009 őszén jelentette be, hogy újabb koncept-lemezen dolgozik. Az új Avantasia-mű a Scarecrow-történet folytatása, és a maga két lemezével trilógiává bővíti a történetet. 2009 novemberében nyilvánosságra hozták, hogy a két új fejezet The Wicked Symphony és Angel of Babylon címen kerül kiadásra.
A két korong munkálataiba többek között Eric Singer (KISS), Alex Holzwarth (Rhapsody), Klaus Meine (Scorpions), Tim "Ripper" Owens (ex-Judas Priest, ex-Iced Earth), Michael Kiske (ex-Helloween), Bob Catley (Magnum), Russel Allen (Symphony X), Andre Matos, Jon Oliva (Savatage, Jon Oliva's Pain) és Jorn Lande (Masterplan) is bekapcsolódott.
A lemezek 2010. április 3-án jelentek meg: a hagyományos CD-kiadás mellett egy díszdobozos, számos extrát tartalmazó változat is kiadásra került.
Miközben mind a rajongók, mind a projektvezető úgy gondolta, hogy a 2008-as koncert-körút egyedi és megismételhetetlen vállalkozás lesz, 2010 augusztusában Sammet bejelentette, hogy még az év decemberében önálló turnéra viszi a legutóbbi két albumot. Emellett szintén bejelentette, hogy a 2011-es Wacken Open Air egyik fő fellépője szintén az Avantasia lesz.

#### The Metal Opera Comes To Town (2010) turné résztvevői
A turné összesen tíz állomást érintett, melynek során svájci, német, japán, svéd és dél-amerikai stadionokban lépett fel a projekt. Az egyes estéken a következő vendégzenészek és énekesek kísérték el Sammet-et és Paeth-et:
- Michael Kiske – ének
- Jørn Lande – ének
- Bob Catley – ének
- Kai Hansen – gitárok és ének
- Oliver Hartmann – gitár
- Robert Hunecke-Rizzo – basszusgitár
- Michael "Miro" Rodenberg – billentyűs hangszerek
- Felix Bohnke – dobok
- Amanda Somerville – háttér-ének

## Stílus
Zeneileg az Avantasia-t leginkább saját első lemezének címével szokás leírni. Azonban a metal-opera megjelölés csak annyiban felel meg a valóságnak, hogy minden egyes projekt-lemez egy-egy történetet mesél el és minden egyes szerepet más és más metal/rock-énekes alakít. Valójában azonban nem operával állunk szemben, ugyanis a történet nem teljesen összefüggő, annak egyes részleteire csak a CD-mellékletekben derül fény. Mindemellett az egyes zeneszámok az albumokon igen különböző stílusjegyeket hordoznak, a dallamos power metaltól a nagy-zenekari hangzásig. Ennek leglátványosabb darabja a The Metal Opera Part II. első dala (The Seven Angels), mely több mint 14 perc hosszú és önmagában is több stíluselemet tartalmaz (strófa-refrén váltást, gitárszólókat, kórusokat, zongorakísérettel előadott dalrészeket, valamint többszólamú kánont, melyben egyszerre 7 énekes vesz részt).
A két Lost In Space EP egy-egy váratlan feldolgozásdallal mutatta meg az Avantasia-projekt sokoldalúságát (ABBA: Lay All Your Love on Me; Ultravox: Dancing With Tears In My Eyes).
Mindez előrevetítette, hogy a harmadik lemez zeneileg is számos változást tartalmaz majd: a hagyományos "Avantasia"-hangzás mellett a The Scarecrow esetében egyértelműen a 80-as évek hard rock zenéjének hatása érződik, amit Tobias Sammet egy interjúban azzal magyarázott, hogy "minden dal refrénje egyértelműen dallamorintált, ami a 80-as évek nagy dalszerzőinél is legfontosabb prioritásként jelentkezett".

## Diszkográfia

### Nagylemezek
- The Metal Opera:
  - 2001: The Metal Opera Pt. I
  - 2002: The Metal Opera Pt. II
- The Wicked Trilogy:
  - 2008: The Scarecrow
  - 2010: The Wicked Symphony
  - 2010: Angel of Babylon
- 2013: The Mystery of Time
- 2016: Ghostlights
- 2019: Moonglow
- 2022: A Paranormal Evening Wth The Moonflower Society

### Kislemezek, EP-k
- 2000: Avantasia
- 2007: Lost in Space Part I (EP)
- 2007: Lost in Space Part II (EP)
- 2008: Carry Me Over
- 2010: Dying for an Angel

### Koncertlemezek
- 2011: The Flying Opera – Around the world in 20 days (dupla CD és dupla DVD)

## Vendégelőadók
- Sharon den Adel (Within Temptation)
- Russell Allen (Symphony X)
- Felix Bohnke (Edguy)
- Bob Catley (Magnum)
- Alice Cooper
- David DeFeis (Virgin Steele)
- Markus Großkopf (Helloween)
- Kai Hansen (Gamma Ray, Helloween)
- Oliver Hartmann (ex-At Vance)
- Marco Hietala (Nightwish, Tarot)
- Alex Holzwarth (Rhapsody)
- Robert Hunecke-Rizzo (Heaven’s Gate)
- Jens Johansson (Stratovarius)
- Michael Kiske (Helloween)
- Roy Khan (Kamelot)
- Bruce Kulick (Grand Funk Railroad, ex-KISS)
- Jørn Lande (ex-Masterplan, ARK)
- Herbie Langhans (Sinbreed, Beyond the Bridge, ex-Seventh Avenue)
- Jens Ludwig (Edguy)
- Robert Mason (Warrant, ex-Lynch Mob)
- André Matos (ex-Shaman)
- Klaus Meine (Scorpions)
- Norman Meiritz
- Jon Oliva (Savatage, Jon Oliva's Pain, TSO)
- Tim 'Ripper' Owens (ex-Judas Priest, ex-Iced Earth)
- Sascha Paeth
- Henjo Richter (Gamma Ray)
- Rob Rock (Impellitteri)
- Michael „Miro“ Rodenberg
- Rudolf Schenker (Scorpions)
- Eric Singer (KISS)
- Amanda Somerville
- Geoff Tate (Queensrÿche)
- Frank Tischer
- Timo Tolkki (ex-Stratovarius)
- Cloudy Yang

### Énekesek
| Énekesek           | Zenekaraik                                       | Avantasia   | The Metal Opera | The Metal Opera Part II | Lost in Space Part I | Lost in Space Part II | The Scarecrow | The Wicked Symphony | Angel of Babylon      | Ghostlights  |
| ------------------ | ------------------------------------------------ | ----------- | --------------- | ----------------------- | -------------------- | --------------------- | ------------- | ------------------- | --------------------- | ------------ |
| Tobias Sammet      | Edguy                                            | minden szám | minden szám     | minden szám             | minden szám          | minden szám           | minden szám   | minden szám         | minden szám, kivéve 8 | minden szám  |
| Geoff Tate         | Queensrÿche                                      |             |                 |                         |                      |                       |               |                     |                       | 4            |
| Robert Mason       |                                                  |             |                 |                         |                      |                       |               |                     |                       | 2, 9, 13     |
| Ronnie Atkins      |                                                  |             |                 |                         |                      |                       |               |                     |                       | 2, 11, 13    |
| Marco Hietala      | Nightwish                                        |             |                 |                         |                      |                       |               |                     |                       | 7            |
| Dee Snider         |                                                  |             |                 |                         |                      |                       |               |                     |                       | 3            |
| Herbie Langhans    |                                                  |             |                 |                         |                      |                       |               |                     |                       | 6            |
| Michael Kiske      | Helloween                                        | 2           | 2, 5, 6, 9, 13  | 1, 2                    |                      | 2                     | 2, 3, 5       | 2, 6                | 1                     | 5, 11, 13    |
| David DeFeis       | Virgin Steele                                    | 3           | 3, 13           | 1, 5                    |                      |                       |               |                     |                       |              |
| Ralf Zdiarstek     |                                                  |             | 4, 7            | 9                       |                      |                       |               | 9                   |                       |              |
| Sharon den Adel    | Within Temptation                                |             | 6               | 10                      |                      |                       |               |                     |                       | 8            |
| Rob Rock           | Impellitteri                                     |             | 7               | 1, 6                    |                      |                       |               |                     |                       |              |
| Oliver Hartmann    | At Vance                                         |             | 7, 12, 13       | 1                       |                      |                       | 10            |                     |                       |              |
| Andre Matos        | Shaman                                           |             | 11, 12, 13      | 1, 2, 8                 |                      |                       |               | 5                   |                       |              |
| Kai Hansen         | Gamma Ray, Helloween                             |             | 11, 12          | 1, 8                    |                      |                       |               |                     |                       |              |
| Timo Tolkki        | Stratovarius                                     |             | 13              | 1                       |                      |                       |               |                     |                       |              |
| Bob Catley         | Magnum                                           |             |                 | 3, 4                    | 4                    |                       | 3, 9          | 6                   | 11                    | 12, 13       |
| Jørn Lande         | Masterplan, ARK                                  |             |                 |                         | 3                    | 2                     | 2, 6, 8       | 1, 6, 7, 8          | 1, 2, 5, 6, 9, 10, 11 | 2, 5, 10, 13 |
| Amanda Somerville  |                                                  |             |                 |                         | 1, 4                 | 1, 6                  | 5, 11         |                     |                       |              |
| Roy Khan           | Kamelot                                          |             |                 |                         |                      |                       | 1             |                     |                       |              |
| Alice Cooper       |                                                  |             |                 |                         |                      |                       | 7             |                     |                       |              |
| Eric Singer        | KISS, Black Sabbath, Alice Cooper                |             |                 |                         | 6                    |                       |               |                     |                       |              |
| Russell Allen      | Symphony X                                       |             |                 |                         |                      |                       |               | 1, 10               | 1                     |              |
| Jon Oliva          | Savatage, Jon Oliva's Pain                       |             |                 |                         |                      |                       |               |                     | 4                     |              |
| Klaus Meine        | Scorpions                                        |             |                 |                         |                      |                       |               | 4                   |                       |              |
| Tim 'Ripper' Owens | Yngwie Malmsteen, ex-Judas Priest, ex-Iced Earth |             |                 |                         |                      |                       |               | 3                   |                       |              |
| Cloudy Yang        |                                                  |             |                 |                         |                      |                       |               |                     | 8                     |              |